# Isabel de Gorizia-Tirol
Isabel de Gorizia-Tirol ou Isabel de Caríntia, Gorizia e Tirol (em alemão: Elisabeth von Kärnten, Görz und Tirol; Munique, c. 1262 - Viena, 28 de outubro de 1312) foi através do casamento, duquesa da Áustria e da Estíria e, a partir de 1298, rainha da Germânia.

## Biografia
Foi filha de Mainardo IV, Conde de Gorizia e Tirol, futuro Duque da Caríntia, e Marquês de Carníola e de Isabel da Baviera, viúva de Conrado IV. Entre seus irmãos, estavam Otão I da Caríntia, e Henrique II do Tirol; era também meia-irmã de Conradino.
Em 20 de dezembro de 1274, em Viena, casou com Alberto de Habsburgo, filho de Rodolfo I, rei dos romanos, com quem teve doze filhos:
- Ana (c. 1280 - 19 de março de 1327), casada primeiro com Hermano II de Brandemburgo, em outubro de 1295, e segundo com Henrique IV, duque de Breslau, em 1310
- Inês (18 de maio de 1281 - 10 de junho de 1364), casada com André III da Hungria, em 13 de fevereiro de 1296
- Rodolfo (1282 - 4 de julho de 1307), duque da Áustria e da Estíria e rei da Boêmia
- Isabel (m. 13 de maio de 1353), casada com Frederico, futuro duque da Lorena, em 6 de agosto de 1306
- Frederico (1289 - 13 de janeiro de 1330), sucedeu ao irmão como duque da Áustria e da Estíria e posteriormente eleito rei dos romanos
- Leopoldo (4 de agosto de 1290 - 28 de fevereiro de 1326), duque da Áustria e da Estíria junto com Frederico
- Catarina (outubro de 1295 - 18 de janeiro de 1323), casada com Carlos da Sicília, duque de Calábria, em 1316
- Alberto (12 de dezembro de 1298 - 20 de julho de 1358), posteriormente, duque da Áustria, da Estíria, da Caríntia, de Carniola e do Tirol Meridional
- Henrique (1299 - 3 de fevereiro de 1327), casado, em outubro de 1314, com Isabel de Virneburgo, filha de Ruperto II de Virneburgo
- Mainardo (*1300), que morreu jovem
- Otão I da Áustria (23 de julho de 1301 - 26 de fevereiro de 1339), duque da Estíria, da Caríntia, de Carniola e do Tirol Meridional junto com Alberto
- Judite (m. 5 de março de 1329), com Luís VI, conde Oettingen, em 26 de abril de 1319

Em 1298, seu esposo foi enfim eleito rei com o afastamento de Adolfo de Nassau. Alberto foi assassinado, em 1 de maio de 1308, por seu sobrinho, próximo a Brugg. Isabel morreu quatro anos depois, em Viena, e seu corpo foi sepultado no mosteiro de Königsfelden, o qual ergueu com sua filha Inês no local onde seu esposo foi assassinado.